# 一国二制度
一国二制度（いっこくにせいど）または「一国両制」（いっこくりょうせい、簡体字中国語: 一个国家、两种制度／一国两制、繁体字:  一個國家、兩種制度／一國兩制、英: One Country, Two Systems、葡: Um país, dois sistemas）は、中華人民共和国の政治制度において、本土領域（中国政府が対香港・マカオ関係で自称する際は「内地」）から分離した領域を設置し、主権国家の枠組みの中において一定の自治や国際参加を可能とする構想である。

## 概説
本来は、中華民国の実効支配下にある台湾地区（台湾・澎湖・金門・馬祖）を中華人民共和国に併合するための構想であり、中華人民共和国では現在でもこれを目標としている。現時点では、イギリス植民地であった香港、およびポルトガル植民地であったマカオにおいて実施されている。
ここでいう「制度」は本来、経済制度を指している。しかし、マカオは返還前の一二・三事件から事実上本土との一体化が進んでおり、経済的には返還後の急成長の原動力となった中国本土からの観光客に依存している。また、領域内の制度の差異を基準としても、マカオの法・経済制度が異なるため、中国本土と合わせて2つの制度がある事になる。

## 一国二制度をめぐる法制度
一国二制度を実現する制度として、特別行政区がある。中華人民共和国憲法（1982年憲法以降）第31条は「国家は、必要のある場合は、特別行政区を設置する。特別行政区において実施する制度は、具体的状況に照らして全国人民代表大会が法律でこれを定める。」と規定している。香港やマカオの場合では、全国人民代表大会が「特別行政区基本法」を制定し、この2つの特別行政区を設置し、その制度を定めた。
ただし、中国では全国人民代表大会の中に常務委員会が設置され、この常務委員会が制定した法律が「法律」と呼称される。それに対して、全国人民代表大会（の全体会議）で制定された法律は「基本法」と呼称される。つまり、特別行政区基本法も、この意味での「基本法」であり、憲法的性質を持つことを示した名称ではない。また、特別行政区基本法の最終解釈権は、全国人民代表大会常務委員会にある（香港特別行政区基本法第158条）。同委員会の下にそれぞれ、香港特別行政区基本法委員会とマカオ特別行政区基本法委員会が設けられている。香港の裁判所は、基本法の規定のうち、中央政府の事務または中央政府と特別行政区の関係に関連するものについての解釈が判決に影響を及ぼす場合、全国人民代表大会常務委員会に解釈を求める必要がある。
2014年6月10日に公表された中国国務院新聞弁公室の白書では、香港特別行政区における一国二制度について「香港固有のものではなく、全て中央政府から与えられたものである」と明文で定義された。これと並び、同年8月31日に第12期全国人民代表大会常務委員会が、2017年からの香港の普通選挙制度について、事実上の香港親中派優遇、民主派締め出し策を設けることを発表したことも受けて、香港民主派は、デモなどを通じて中央政府による一国二制度のあり方に反対の姿勢をとっている。
アメリカ合衆国の米国-香港政策法では、香港の取り扱い方や、中国政府との分離について規定している。

### 国家安全法の香港への適用
2020年の全国人民代表大会で、反体制的な言動を取り締まる「国家安全法」の香港への導入に関する決定が採択された。全人代常務委の王晨副委員長は「一国二制度は揺るがない」と発言したが、「一国二制度」は岐路に立つことになった。
英領香港の最後の総督を務めたクリストファー・パッテン男爵は「中国は新たな形で独裁政治を進めている。香港の市民は裏切られた。つまり中華人民共和国は、信頼に足る相手でないことを（自ら）証明したわけだ」などと発言し、英中共同声明に違反する可能性にも言及した。
また、5月28日には 国連にも登録されている英中連合声明に基づく国際的な義務に直接抵触するとして、中華人民共和国を非難する声明をイギリス、アメリカ、カナダ、オーストラリアが共同で発表した。
2020年6月30日、全国人民代表大会常務委員会は香港国家安全維持法を可決し、即日公布され、7月1日、初の逮捕者が香港で出た。

### 香港の政治制度改革
2021年3月11日の第13期全国人民代表大会第4回会議で採択された『香港特別行政区の選挙制度の改善に関する全国人民代表大会の決定』によって、香港特別行政区基本法の付属文書（一）の『香港特別行政区行政長官の選出方法』と付属文書（二）の『香港特別行政区立法会の選出方法および表決手続』を改正する権限が全国人民代表大会常務委員会に付与されることになった。

## 一国二制度と台湾（中華民国）

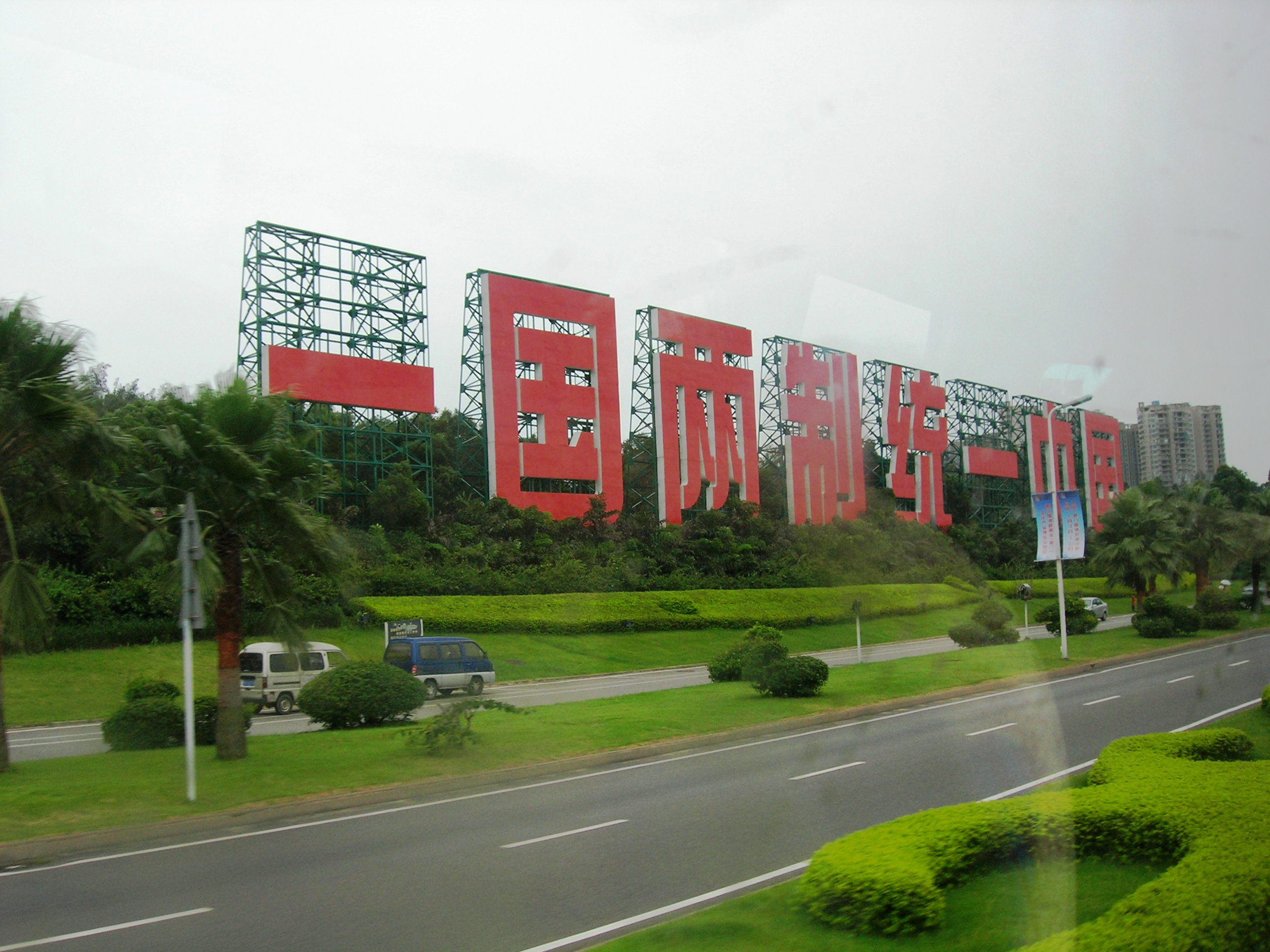
中華民国に対し「一国二制度で中国統一を（達成しよう）」と訴える中華人民共和国のスローガン（廈門市・2010年）

第二次世界大戦後の中華民国では、台湾をどのように日本から接収して管理するか議論が起こり、省組織法に基づく中国大陸の他の省と一線を画し、立法・司法・行政などに亘る独自の権限を有する特別行政地域を設立するよう主張した陳儀の提案を蔣介石は受け入れた。1945年に台湾省行政長官公署を設立して陳儀が初代台湾省行政長官に任命された。しかし、警備総司令でもあった陳儀は二二八事件という大きな事件を引き起こし、この特別行政地域は2年に満たない1947年に廃止され、陳儀は国共内戦が起きていた大陸に左遷されたあげく中国共産党と結託したことが露見して粛清された。
当初中華人民共和国は、国共内戦の延長として台湾を武力で「解放」することを目指していた。しかし、1978年11月、改革開放を推し進める鄧小平は、台湾（中華民国）の現状を尊重すると述べ、同12月にはこれが中国共産党の第11期中央委員会第3次全体会議にて文書化された。1979年元旦、全国人民代表大会常務委員会は、「台湾同胞に告げる書」を発表し、三通によって平和統一を目指す姿勢を示した。
特別行政区に初めて言及したのが、1981年の葉剣英・全国人民代表大会常務委員会委員長の談話であり、高度な自治権と軍隊の保有を容認し、経済社会制度を変えないと述べた（後に返還された香港・マカオでは独自の軍隊の保有は認められず、人民解放軍駐香港部隊と人民解放軍駐マカオ部隊が駐留することとなった）。1982年には鄧小平が「一国家二制度」という名称を用いたとされる。
中国系アメリカ人の政治学者、楊力宇によると、鄧小平は楊のインタビューに応じた際、一国家二制度（特に台湾との関連において）は連邦制を念頭においていると発言したといわれる（楊力宇「鄧小平対和平統一的最新構想」『七十年代月刊』1983年8月号）。しかし、この発言は公式には否定されている。
蔡英文総統は、『文藝春秋』2021年9月号のインタビューで、「北京政府は台湾に対し、香港と同じ『一国二制度』による統一を呼び掛けました。この制度が実現不可能であることは現在の香港によって証明されており、北京政府の言葉を信用するのは難しいです。北京政府による『一国二制度』の提案は、絶対に受け入れられません。将来の選択肢にさえ入っていません」「台湾の一貫した立場は、『圧力に屈服せず、支持を得ながらも暴走しない』というものです」「民主主義、自由、人権は普遍的価値です。私共は北京当局に、香港やウイグルの人々への弾圧をやめるように呼び掛けていきます。日本も含めた民主主義陣営は、民主主義の価値を守るために今こそ団結すべきです」と述べている。

### 金門県の独自の動き
中華民国が実効支配する金門県は台湾独立に反対する泛藍連盟の票田で、またその地理的な距離からも「台湾人」より「中国人」という意識が強い地域であり（そもそも台湾省ではなく福建省の管轄である）、大陸からの観光客も多いことから人民元が流通して商店街には中華民国の国旗である青天白日満地紅旗とともに中華人民共和国の国旗である五星紅旗も掲げられ、一国二制度に前向きな姿勢を度々見せている。
2006年11月、金門県の李炷烽県長は、金門島を一国二制度の実験地区にする構想を、金門県議会で提議した。
2018年8月8日、呉成典副県長は大陸のメディアに対して、金門県への一国二制度の適用を歓迎すると述べて、台湾政府の大陸委員会から「自治体の専権事項ではない」と批判された。8月5日には、2015年に金門県長の陳福海による中華人民共和国への要請で建設された、大陸側から金門島に水道水を供給する海底パイプラインの開通式典が、台湾政府の中止要求を無視する形で、陳県長によって断行された。

## 民主党沖縄ビジョン
日本の民主党が沖縄県についての考え方をまとめた沖縄ビジョンで、 地域主権のパイロット・ケースとして「一国二制度」的に、各種制度を積極的に取り入れることも検討 との表現が用いられているが、自治権の高度化についての言及はほぼなく、経済・入国管理・教育などに関する経済特区に類するものである。